# 22432 Pamgriffin
22432 Pamgriffin è un asteroide della fascia principale. Scoperto nel 1996, presenta un'orbita caratterizzata da un semiasse maggiore pari a 3,0304727 au e da un'eccentricità di 0,0896130, inclinata di 15,76460° rispetto all'eclittica.